# Victor Haboush
Victor J. Haboush (16 avril 1924 - 24 mai 2009) est un artiste d'animation américain, ayant travaillé pour les studios Disney et United Productions of America.
Haboush, alors artiste de layout assistant sur Peter Pan (1953), se souvient avoir essayé pendant trois semaines de finir le layout d'un décor de personnages [les enfants perdus] sortant d'une caverne passant au travers d'une cascade située derrière le rocher du crâne, scène que John Hench a mis 15 minutes à corriger.
En 1959 ou début 1960, il quitte les studios Disney pour rejoindre United Productions of America.

## Filmographie
- 1953 : Melody, assistant directeur artistique
- 1953 : Les Instruments de musique, assistant directeur artistique
- 1953 : Peter Pan, assistant layout (non crédité)[2]
- 1955 : La Belle et le Clochard, layouts
- 1956 : Destination Earth (en), Production Designer
- 1959 : La Belle au bois dormant , layout
- 1960 : Mister Magoo (106 épisodes), directeur artistique
- 1961 : Les 101 Dalmatiens , layout
- 1961 : The Dick Tracy Show (130 épisodes), directeur artistique
- 1962 : Gay Purr-ee, directeur artistique
- 1999 : Le Géant de fer, character design